# سدریک فیور
سدریک فیور (انگلیسی: Cédric Faivre؛ زادهٔ ۸ آوریل ۱۹۸۱) بازیکن فوتبال اهل فرانسه است.
از باشگاه‌هایی که در آن بازی کرده‌است می‌توان به باشگاه فوتبال سوشو و باشگاه فوتبال تروا اشاره کرد.